# Zdzisław Pogoda
Zdzisław Pogoda (ur. 1955) – polski matematyk, historyk matematyki i jej popularyzator. Profesor Uniwersytetu Jagiellońskiego. Specjalizuje się w geometrii różniczkowej i jej zastosowaniach. Obecnie pełni funkcję zastępcy kierownika Pracowni Historii Matematyki na UJ.

## Życiorys
Pracownik Zakładu Historii Matematyki Instytutu Matematyki Uniwersytetu Jagiellońskiego oraz Państwowej Wyższej Szkoły Zawodowej w Nowym Sączu.
Ukończył studia matematyczne na Uniwersytecie Jagiellońskim w roku 1979. Stopień doktora uzyskał w roku 1982 (promotor: Andrzej Zajtz). W latach 1991–2019 był członkiem  Komitetu Redakcyjnego miesięcznika Delta, w latach 2013–2015 był członkiem  Komitetu Redakcyjnego „European Mathematical Society Newsletter”. W latach 1993–2006 był członkiem komitetu redakcyjnego czasopisma Wiadomości Matematyczne. Od 2014 jest jednym z redaktorów czasopisma Antiquitates Mathematicae. Jest autorem i współautorem licznych artykułów popularnonaukowych oraz kilku książek, a także laureatem prestiżowych nagród za popularyzację nauki.

## Wybrane publikacje
W dorobku publikacyjnym Z. Pogody znajdują się m.in.:
- Krzysztof Ciesielski, Zdzisław Pogoda, Rozmaitości wokół nas, w cyklu Przeczytaj może zrozumiesz nr 23, 1987, wydawnictwo Delta, ISSN 0137-3005
- Krzysztof Ciesielski, Zdzisław Pogoda, Bezmiar matematycznej wyobraźni, (wydanie pierwsze – 1995, Wiedza Powszechna, ISBN 978-83-214-1025-8; wydanie drugie – 2005, Prószyński i S-ka, ISBN 83-7337-932-0; wydanie trzecie – 2008, Prószyński i S-ka, ISBN 978-83-7337-932-9)
- Krzysztof Ciesielski, Zdzisław Pogoda, Diamenty matematyki, Prószyński i S-ka, 1997, ISBN 978-83-7180-145-7
- Encyklopedia szkolna. Matematyka, WSiP, 1997, ISBN 83-02-06609-5 (Z. Pogoda był współredaktorem merytorycznym)
- Praca zbiorowa pod redakcją Bolesława Szafirskiego, Złota księga, Wydział Matematyki i Fizyki UJ, Kraków, 2000, ISBN 83-7188-326-9
- Danuta Ciesielska, Krzysztof Ciesielski, Zdzisław Pogoda, Epsilon, Wydawnictwo Szkolne Omega, 2002, ISBN 978-83-7267-062-5
- Zdzisław Pogoda, Galeria wielościanów, Wydawnictwa Uniwersytetu Warszawskiego, 2005, ISBN 83-235-0119-X
- Krzysztof Ciesielski, Zdzisław Pogoda, Królowa bez Nobla. Rozmowy o matematyce, Demart, 2013, ISBN 978-83-7427-852-2
- Krzysztof Ciesielski, Zdzisław Pogoda, Zagadki matematyczne, Demart, 2016, ISBN 978-83-7427-898-0
- Krzysztof Ciesielski, Zdzisław Pogoda,  Matematyczna bombonierka, Demart, 2016, ISBN 978-83-7427-851-5

## Nagrody
- 1995 – Wielka nagroda Polskiego Towarzystwa Matematycznego im. S. Dicksteina (wraz z Krzysztofem Ciesielskim)
- 1999 – Nagroda Polskiej Fundacji Upowszechniania Nauki im. Profesora Hugona Steinhausa (wraz z Krzysztofem Ciesielskim za książki Bezmiar matematycznej wyobraźni[5] i Diamenty matematyki[6])
- 2006 – Nagroda Rektora UJ im. Hugona Kołłątaja (wraz z Krzysztofem Ciesielskim)
- 2015 – laureat Laudacji Studenckich UJ w kategorii Przyjaciel Studenta
- 2016 – Nagroda „Złotej Róży” za najlepszą książkę popularnonaukową roku (wraz z Krzysztofem Ciesielskim, za książkę „Matematyczna bombonierka”[7])
- 2022 – Złoty Krzyż Zasługi[8]